# Sulawesitornuggla
Sulawesitornuggla (Tyto rosenbergii) är en fågel i familjen tornugglor inom ordningen ugglefåglar.

## Utseende och läte
Sulawesitornugglan är en mycket stor tornuggla. Den har grå ansiktsskiva, grå hjässa och rostfärgade ovansida och vingar med spridda teckningar. Den mindre och mer skogslevande minahasatornugglan har vitt ansikte och färre mörka teckningar ovan, medan orientgräsugglan har längre och obefjädrade ben som sticker utanför stjärten i flykten samt mindre kontrasterande vingteckning. Likt andra tornugglor är lätet ett långt skri.

## Utbredning och systematik
Sulawesitornuggla delas in i två underarter med följande utbredning:
- Tyto rosenbergii rosenbergii – förekommer i regnskogarna på Sulawesi och på Sangiheöarna
- Tyto rosenbergii pelengensis – förekommer på ön Peleng (Banggaiöarna)

## Levnadssätt
Sulawesitornugglan hittas i öppet landskap som jordbruksbygd, plantage och skogsbryn från lågland till bergstrakter.

## Status och hot
Arten har ett stort utbredningsområde och en stabil populationsutveckling. Utifrån dessa kriterier kategoriserar IUCN arten som livskraftig (LC). Världspopulationen är okänd, men den beskrivs som vida spridd om än generellt ovanlig.

## Namn
Fågelns vetenskapliga artnamn hedrar Carl Benjamin Hermann Freiherr von Rosenberg (1817-1888), tysk naturforskare, utforskare och samlare i Östindien.